# Соснівка (Житомирський район)
Сосні́вка (МФА: [soˈsɲiu̯kɐ] ( прослухати)) — село в Україні, у Новогуйвинській селищній територіальній громаді Житомирського району Житомирської області. Населення становить 148 осіб (2001).

## Історія
Поруч з селом знаходиться поселення І тис. до н. е. та VIII—VII ст. до н. е.
Сучасна назва села означає, що в давнину (приблизно V—X століття нашої ери) на місці села був сосновий ліс і там почали селитися люди. В селі була дерев'яна церква Різдва Богородиці. Час будівництва невідомий. Церква у 1854 році була капітально відремонтована на кошти прихожан. У 1932 році її було розібрано, так як релігія була заборонена.
У 1830 році поблизу церкви був побудований маєток, у якому жив економ Лазеревич. Після його смерті в цьому маєтку розмістилася сільська школа.
Станом на 1885 рік у колишньому власницькому селі П'ятківської волості Житомирського повіту Волинської губернії мешкало 442 особи, налічувалось 49 дворових господарств, існували православна церква, постоялий будинок і 2 водяних млини.
За переписом 1897 року кількість мешканців зросла до 764 осіб (395 чоловічої статі та 369 — жіночої), з яких 660 — православної віри.
У 1906 році — село П'ятківської волості Житомирського повіту Волинської губернії. Відстань від повітового міста 29 верст, від волості 8. Дворів 135, мешканців 777.
Село постраждало внаслідок Голодомору в Україні 1932—1933. В с. Соснівка померло 29 чоловік, а в с. Роздольне — 14 чоловік.
У 1923—54 роках — адміністративний центр колишньої Соснівської сільської ради Троянівського району.
12 червня 2020 року, відповідно до розпорядження Кабінету Міністрів України № 711-р «Про визначення адміністративних центрів та затвердження територій територіальних громад Житомирської області» увійшло до складу Новогуйвинської селищної територіальної громади.
19 липня 2020 року, в результаті адміністративно-територіальної реформи та ліквідації Житомирського району (1939—2020), село увійшло до складу новоутвореного Житомирського району.